# Kanton Marseille-2
Der Kanton Marseille-2 ist ein französischer Wahlkreis  im Département Bouches-du-Rhône in der Region Provence-Alpes-Côte d’Azur. Er hat 73.898 Einwohner (Stand: 2022) und umfasst einen Teilbereich der Gemeinde Marseille. Bei der landesweiten Neuordnung der französischen Kantone wurde er 2015 neu geschaffen.

## Gemeinden
Der Kanton besteht aus einem Teil der Stadt Marseille mit insgesamt 73.898 Einwohnern (Stand: 2022):

## Politik
| Vertreter im Departementrat | Vertreter im Departementrat        | Vertreter im Departementrat |
| Amtszeit                    | Namen                              | Partei                      |
| --------------------------- | ---------------------------------- | --------------------------- |
| 2015–                       | Jean-Noël Guerini Lisette Narducci | DVG                         |